# Крайцери скаути тип „Бодицея“
Бодицея (на английски: Boadicea) са серия крайцери скаути на Британския Кралски флот, построени през 1909 – 1910-те г. на 20 век. Проектът представлява начало на нова серия британски скаути от 3 типа и развитие на крайцерите от типа „Сентинел“. И двата кораба са снабдени с парни турбини. Всичко от проекта са построени 2 единици: „Бодицея“ (на английски: HMS Boadicea) и „Белона“ (на английски: HMS Bellona). Тези кораби са прототип за крайцерите от типа „Бристъл“ и „Блонд“.

## Конструкция
Както и по-ранните скаути, типът Boadicea е разработен, за да се подсигури командването на флотилиите разрушители, предполага се и такава възможност, да се разузнае местонахождението на целите и да извеждане на разрушителите в атака. Крайцерите са по-големи и получили по-мощно въоръжение, отколкото по-ранните кораби, също така те имат парни турбини. Но не са по-бързи, отколкото старите кораби и са неудачни за тяхната предполагаема роля, тъй като скоростта на разрушителите, които те трябва да съпровождат, за това време нараства значително.

### Въоръжение
Изначално са въоръжени с 6×1 102 mm оръдия Mk VIII. През 1916 г. са довъоръжени с още 4 такива.

### Брониране
Носят тънка бронирана палуба в района на машинното и котелните отделения с дебелина един дюйм.

## История на службата
- HMS Boadicea – заложен на 1 юни 1907 г., спуснат на вода на 14 май 1908 г., в строй от юни 1909 г.
- HMS Bellona – заложен на 6 юни 1908 г., спуснат на вода на 20 март 1909 г., в строй от февруари 1910 г.[2]

В началото на Първата световна война (август 1914 г.) са прекласифицирани на леки крайцери. През 1917 г. са преустроени на минни заградители.